# خطميات الشكل
خطميات الشكل (الاسم العلمي: Trombidiformes) هي رتبة من الحيوانات تتبع فوق رتبة قراديات الشكل من طائفة العنكبيات.

## التصنيف
- أماميات الفوهة
  - الخيلتيلينات
    - الدويديات